# Ли Сок Хён
Ли Сок Хён (кор. 이석현?, 李錫玄?, род. 16 марта 1951 года, Иксан, Чолла-Пукто) — политический и государственный деятель Республики Корея. Депутат Национального собрания 6-ти созывов, заместитель Председателя Национального собрания Республики Корея (2014—2016).

## Биография
В студенческие годы в Сеульском Национальном университете против него было возбуждено уголовное дело за отказ от исполнения воинской обязанности и негативные высказывания насчёт военных учений.
Занимал пост секретаря Ким Дэ Чжуна, президента Республики Корея в период с 1998 по 2003 годы, а также состоял в таких партиях, как «Демократическая партия мира», «Демократическая партия» (1991), «Национальный конгресс за новую политику», «Демократическая партия» (2000), «Уридан», «Демократическая партия» (2008), «Демократическая партия» (2011), «Демократическая партия» и «Демократическая партия нового будущего»
Участвовал в выборах в Национальное собрание Республики Корея и становился депутатом 6 раз.
Известен своей критикой американской и японской политики. Во время приезда вице-президента США Майка Пенса на зимние Олимпийские игры 2018 года в Пхёнчхане, Ли Сок Хён написал в своём твиттер-аккаунте: "Майк Пенс пытается сделать праздник похоронами". Имея в виду планы Пенса встретиться с северокорейскими перебежчиками и посетить место, где выставлен корвет «Чхонан», предположительно потопленный северокорейской подлодкой. Также он обвинил премьер-министра Японии Синдзо Абэ в использовании зимних Олимпийских игр в Пхёнчхане для продвижения политики собственной страны. Ли сказал: "Требование Абэ возобновить военные учения США и Республики Корея — это вмешательство во внутренние дела Кореи".

## Карьера

### 14-е Национальное собрание
- 30 мая 1992 — 29 мая 1996: депутат 14-го Национального собрания (от города Анян провинции Кёнгидо, кандидат от Демократической партии) [4]
- Член комитета 14-го Национального собрания Республики Корея по вопросам строительства
- Член комитета 14-го Национального собрания Республики Корея по транспорту

### 15-е Национальное собрание
- 30 мая 1996 — 29 мая 2000: депутат 15-го Национального собрания (от города Анян провинции Кёнгидо, Демократическая партия нового тысячелетия) [4]
- Член административного комитета 15-го Национального собрания Республики Корея
- Август 1998 — май 2000: член комитета 15-го Национального собрания Республики Корея по государственным делам
- Май 2001 — март 2003: Председатель совета директоров индустриального комплекса по вопросам контроля за окружающей средой

### 17-е Национальное собрание
- 30 мая 2004 — 29 мая 2008 года: депутат 17-го Национального собрания (от города Анян провинции Кёнгидо, Наша открытая партия -> Объединённая новая демократическая партия -> Объединённая демократическая партия) [4]
- Июль 2004 — июнь 2006: Председатель комитета 17-го Национального собрания по вопросам национального здоровья и благосостояния
- Ноябрь 2005 — февраль 2006: председатель специального комитета 17-го Национального собрания по вопросам улучшения национальной пенсионной системы
- Июнь 2006 — мая 2008: член комитета 17-го Национального собрания по научным технологиям, информации и коммуникациям

### 18-е Национальное собрание
- 30 мая 2008 — 29 мая 2012: депутат 18-го Национального собрания (от города Анян провинции Кёнгидо, Объединённая демократическая партия) [4]
- Июль 2008 — июнь 2010: член комитета 18-го Национального собрания по государственным вопросам
- Июль 2008 — октябрь 2008: председатель специального комитета 18-го Национального собрания по вопросам государственного предпринимательства
- Октябрь 2008 — август 2009: член комитета 18-го Национального собрания по вопросам низкой рождаемости и старения населения
- Июнь 2010 — мая 2012: член административного комитета 18-го Национального собрания по вопросам безопасности
- Март 2011 — декабрь 2011: председатель специального комитета 18-го Национального собрания по вопросам улучшения национальной пенсионной системы

### 19-е Национальное собрание
- 30 мая 2012 — 29 мая 2016: депутат 19-го Национального собрания Республики Корея (от города Анян провинции Кёнгидо, Демократическая партия Тобуро) [4]
- Июль 2012 — мая 2014: член комитета 19-го Национального собрания по вопросам национальной безопасности
- Май 2014 — мая 2016: заместитель председателя 19-го Национального собрания Республики Корея [5]
- Июнь 2014 — мая 2016: член комитета 19-го Национального собрания по вопросам труда и окружающей среды

### 20-е Национальное собрание
- 30 мая 2016 — 29 мая 2020: депутат 20-го Национального собрания Республики Корея (от города Анян провинции Кёнгидо, Демократическая партия Тобуро) [6]
- Июнь 2016 — : член Комитета иностранных дел и объединения [7]
- Апрель 2017 — май 2017: глава народного отдела комитета предвыборной президентской кампании кандидата от Демократической партии Тобуро Мун Чжэ Ина в период проведения 19-х выборов в Республике Корея